# Павлины
Павли́ны (лат. Pavo) — род крупных птиц из подсемейства фазанов (Phasianinae) семейства фазановых (Phasianidae). Удлинённый хвост павлинов плоский, в то время как у большинства фазановых — крышеобразный.
Благодаря пышному, распускаемому веером глазчатому «хвосту» павлин известен как самая красивая птица среди курообразных.

## Общая характеристика

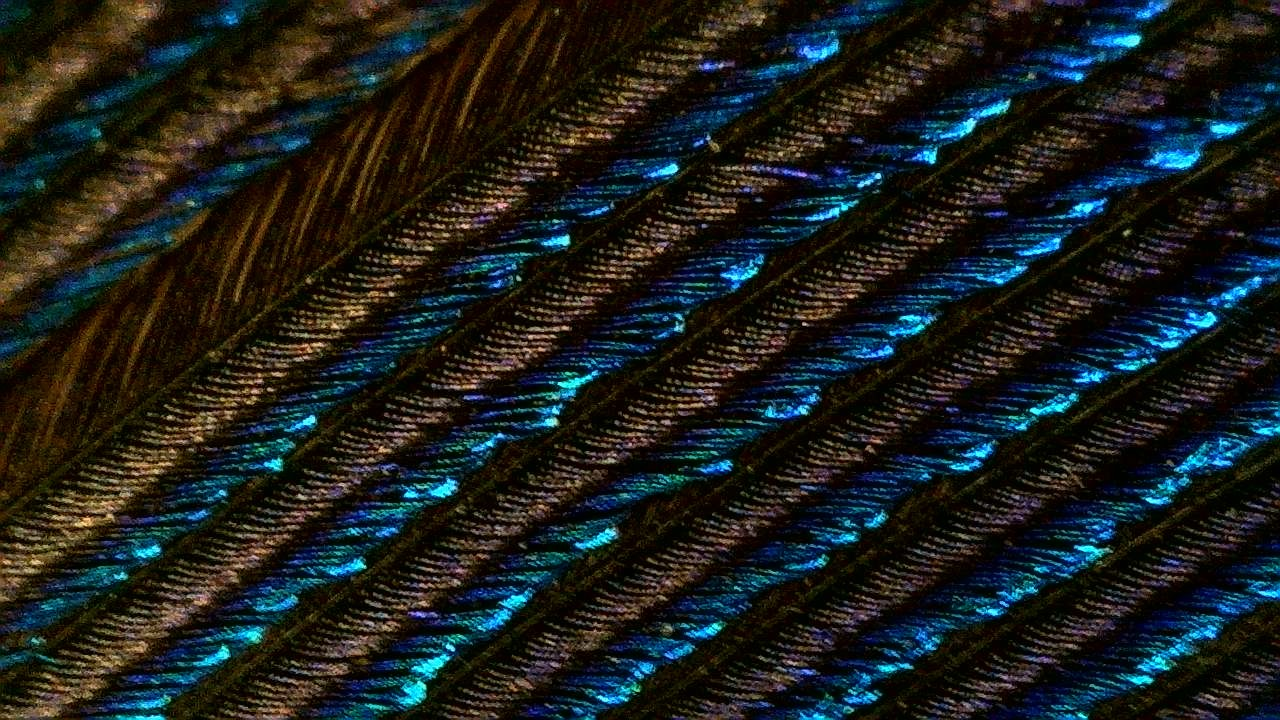
Хвостовое перо самца павлина

Характерным признаком павлина-самца является сильное развитие верхних кроющих перьев хвоста, в общежитии обыкновенно смешиваемых с рулевыми перьями или хвостом в собственном смысле слова.
Существуют два азиатских вида павлинов, обыкновенный и зелёный.

Хотя ареалы двух азиатских видов (P. cristatus и P. muticus) не перекрываются, гибриды между ними часто возникают в неволе и называются «сполдинг» (англ. Spalding) — по имени Кейт Сполдинг (Keith Spalding), первой скрестившей cristatus и muticus. Потомство от этих скрещиваний полностью фертильное.
В Николаевском зоопарке можно увидеть более 10 расцветок павлинов: жемчужный, алмазный, золотой и т. д.
Обыкновенный павлин одомашнен человеком.

## Классификация
Павлинов включают в трибу Pavonini подсемейства фазанов (Phasianinae), к которой относятся также аргусы (Argusianus), хохлатые аргусы (Rheinardia) и африканские павлины (Afropavo).
Международный союз орнитологов различает два вида павлинов, относящихся к роду Pavo:
- Обыкновенный, или индийский (P. cristatus Linnaeus, 1758)
- Зелёный (P. muticus Linnaeus, 1766)

До второй половины XIX века черноплечий павлин выделялся в самостоятельный вид — лат. Р. nigripennis. Однако, согласно Дарвину, он является результатом мутации окраски обыкновенного павлина, возникшей в процессе доместикации, и в диком состоянии нигде не найден.
В Африке водится другой род павлинов — Afropavo Chapin, 1936. Вероятно, монотипический род африканских павлинов является родственным роду азиатских павлинов Pavo. Однако Afropavo демонстрирует значительные отличия от Pavo в морфологии (относительно слабый половой диморфизм, отсутствие примечательного шлейфа или специализированных перьев, содержащих глазки, у самца) и репродуктивном поведении.
Распространение Afropavo на значительном удалении от Pavo и других фазанов, обитающих в Юго-Восточной Азии, также представляет собой биогеографическую загадку.

## Генетика

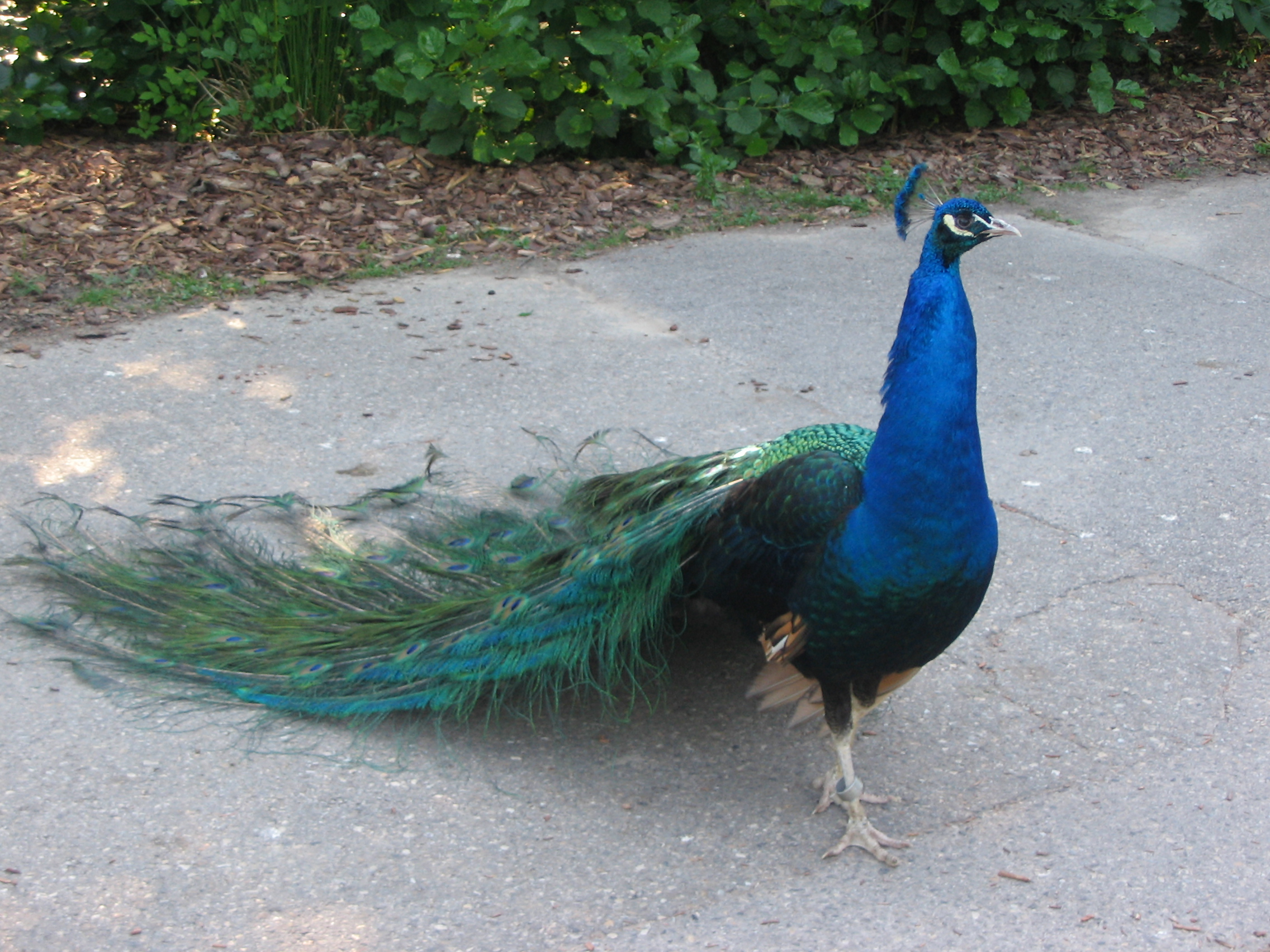
Черноплечий павлин — форма обыкновенного павлина

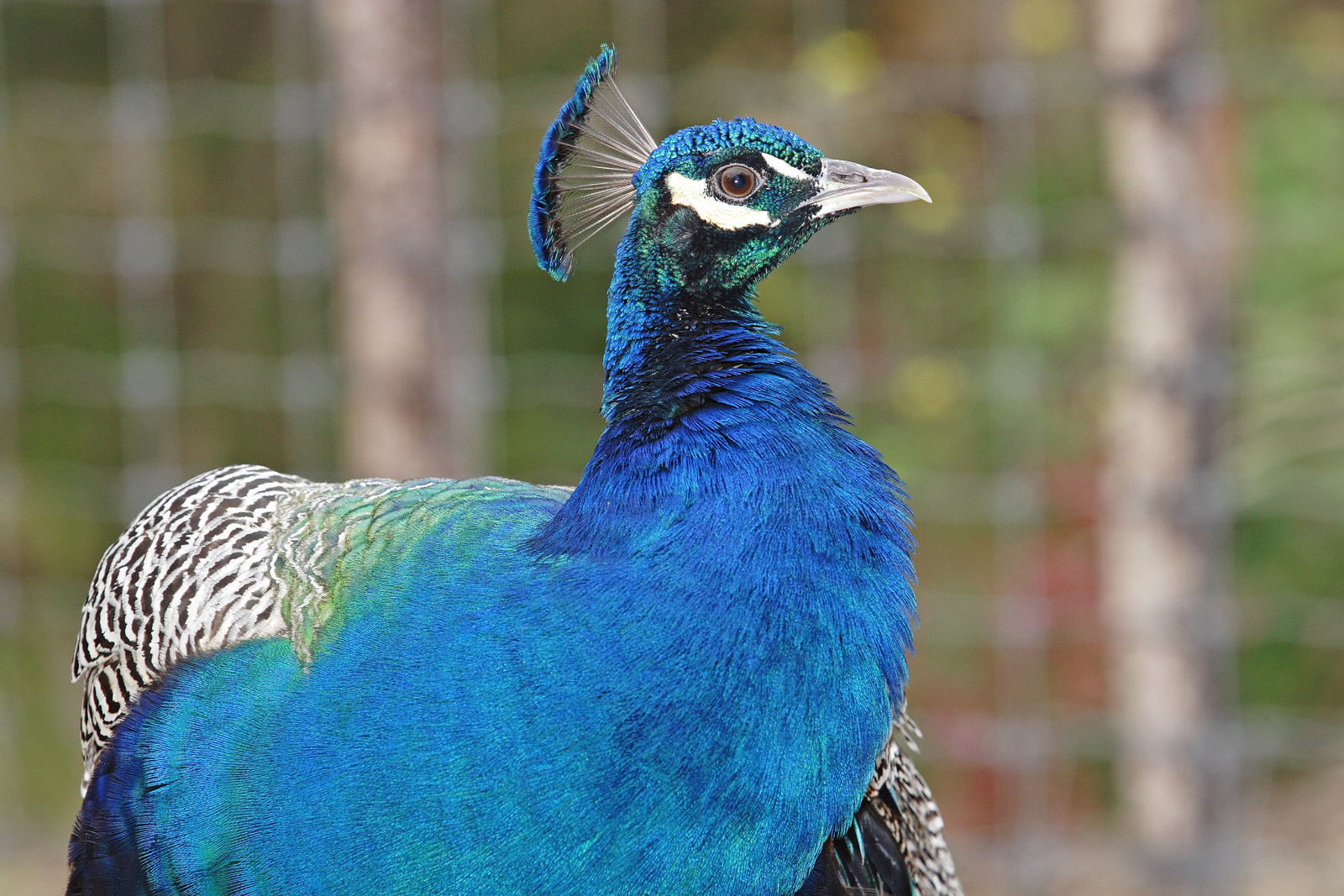
Сполдинг — гибрид между обыкновенным и зелёным павлинами

Кариотип: все три вида, включая конголезского павлина (Afropavo congensis), имеют по 76 хромосом (2n). Причём сравнение кариотипов P. cristatus, A. congensis и некоторых других куриных выявило максимальное морфологическое сходство между хромосомами обыкновенного и африканского павлинов.
Молекулярная генетика
- Депонированные нуклеотидные последовательности в базе данных EntrezNucleotide, GenBank, NCBI, США: 2170 (по состоянию на 17 февраля 2015).
- Депонированные последовательности белков в базе данных EntrezProtein, GenBank, NCBI, США: 131 (по состоянию на 17 февраля 2015).

Бо́льшая часть депонированных последовательностей принадлежит обыкновенному павлину (Pavo cristatus) — генетически наиболее изученному представителю данного рода.
Филогенетика
Секвенирование участков митохондриальной ДНК Afropavo и их сравнение с аналогичными последовательностями Pavo и других курообразных убедительно показали тесное родство африканского и азиатских павлинов и предположительное время дивергенции двух родов в позднем миоцене.

## Искусство и символика
Павлины запечатлены во многих произведениях искусства Востока и Запада, в официальной и коммерческой символике.
В античности павлин был атрибутом Геры (Юноны), на его хвосте размещены глаза Аргуса. Павлины в Древней Греции V века до н. э. оказались новшеством: известно, что афиняне платили деньги за это зрелище. Изначально птица была атрибутом Пана. Древнеримские жрецы Юноны носили веера из павлиньих перьев, называвшихся flabelli, они обозначали присутствие богини. Римские императрицы и дочери императоров использовали павлина в качестве личного символа; на монетах птица символизирует апофеоз этих женщин.
Павлином (лат. Pavo) названо созвездие Южного полушария.
Символизм павлина в христианстве двойственен из-за сильной античной ассоциации с Великой Богиней. В положительном качестве он перешёл в качестве символа к Деве Марии и стал символом её и Рая. Благодаря античному верованию, что мясо павлина никогда не гниёт (так утверждал Аристотель), эта птица стала в христианстве символом бессмертия и Воскресения Христа, в этом значении птица фигурирует в сценах Рождества. Изображения павлинов, пьющих из чаши или фонтана, стали символом духовного возрождения, ассоциирующимся с реками Рая и крещения. Одно перо — атрибут святой Варвары (что является отсылкой к её родному городу). Из-за «глаз» на перьях считалось, что павлины могут лечить слепоту. Павлиньи перья херувимов символизировали присутствие Бога. Тысяча «глаз» павлиньих перьев иногда символизировали всевидящую Церковь. В христианской культуре были и негативные ассоциации: гордость, тщеславие, роскошь. Павлин — атрибут персонифицированной Гордыни.
Средневековая алхимия считала многоцветье павлина символом всеобъемлемости и трансформации базового вещества в золото.
В древнем Иране павлины стояли по обе стороны Древа жизни, будучи символом двойственной натуры человека. Персы ассоциировали павлина с царственностью, и поэтому правители Ирана восседали на Павлиньем троне. Суфийская легенда, возможно, персидского происхождения, повествует, что Бог создал душу в форме павлина. Малак Тавус, верховное существо в религии езидов, изображается в виде павлина.
В исламе павлин символ вселенной и дуалистических аспектов света — полнолуния и полдня.
В буддизме павлин является ездовым животным будды Амитабха. Эта птица — атрибут нескольких тибетских богинь и используется в ритуалах ламаистов и джайнов, которые устилают их перьями землю перед собой, чтобы защититься от насекомых. Также павлин — символ буддистской Авалокитешвары.
Бирманский подвид яванского павлина (Pavo muticus spicifer) является национальным символом Мьянмы (с 1940 года), а обыкновенный павлин (P. cristatus) — национальным символом Индии и Ирана (в последнем случае неофициально). Маюра (павлин) в индуизме считается священной птицей.
Начиная с 1956 года американская телекомпания NBC использовала четыре вариации стилизованного изображения павлина в качестве логотипа.

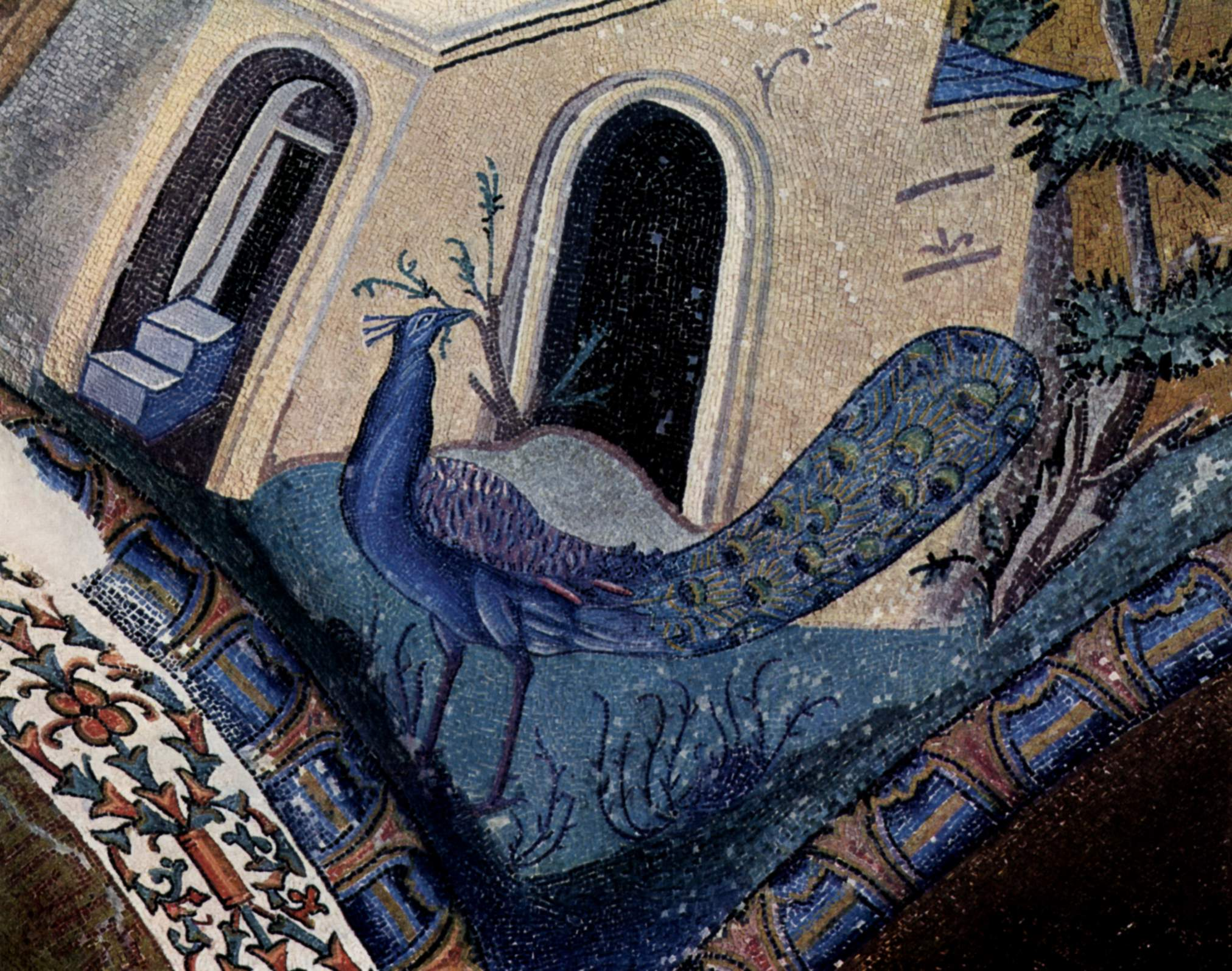
Мозаика в церкви Kariye Camii, Стамбул (Турция)
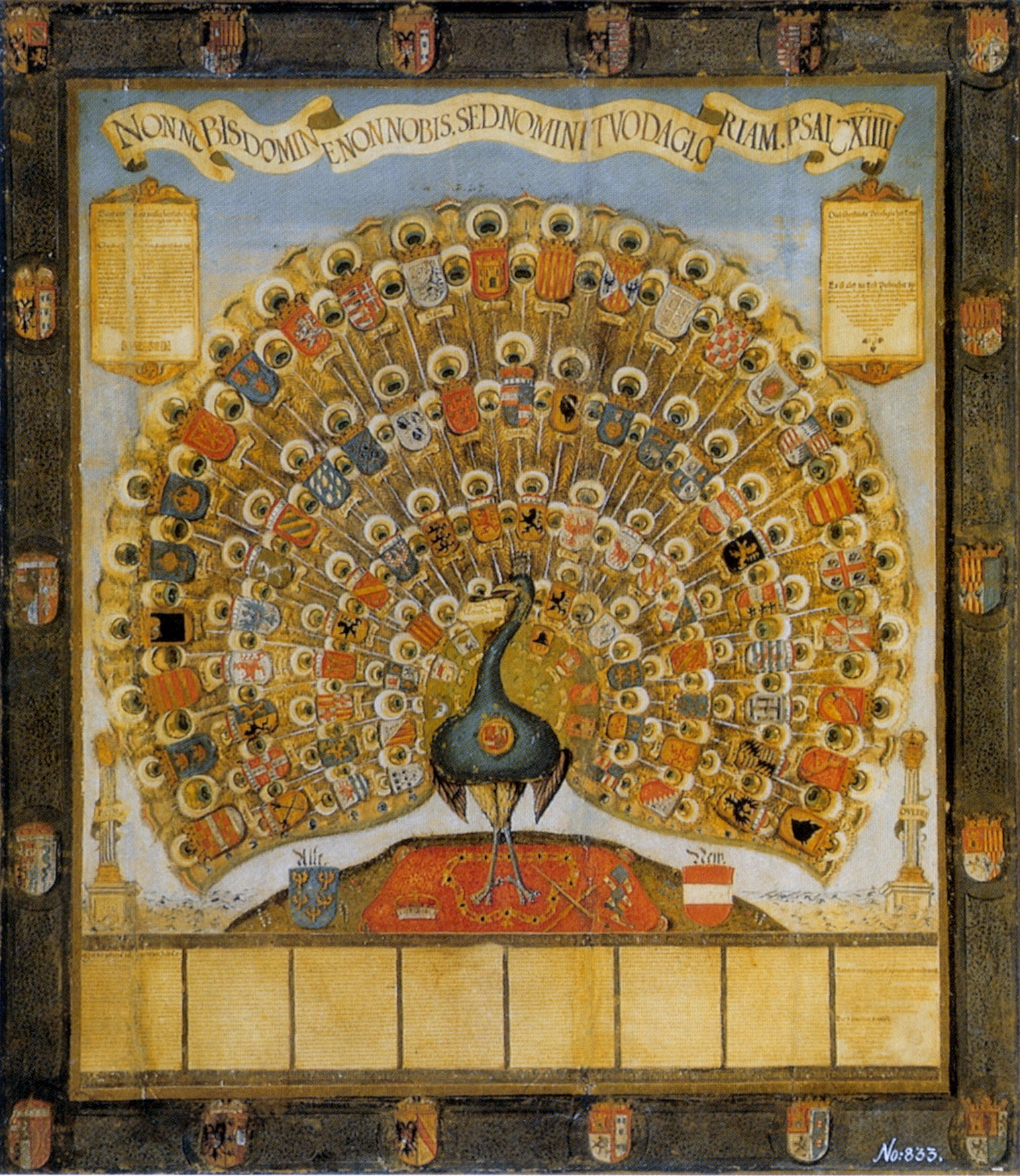
Габсбургский павлин с гербами габсбургских земель, Аугсбург (Германия, 1555)
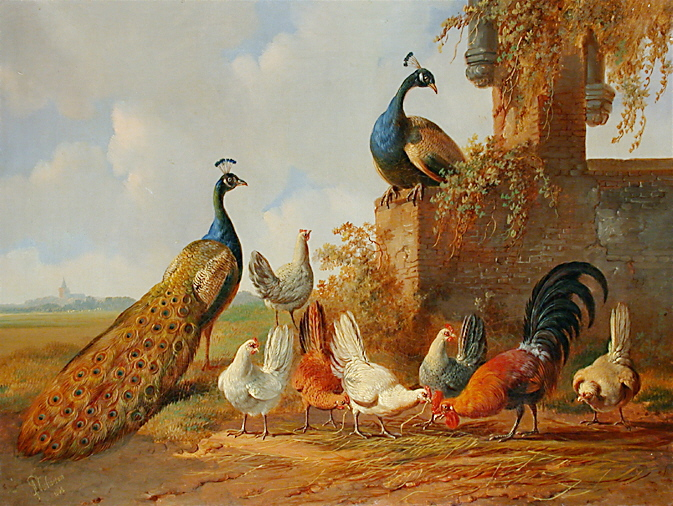
Albertus Verhoesen. Павлины и куры (Нидерланды, 1882)
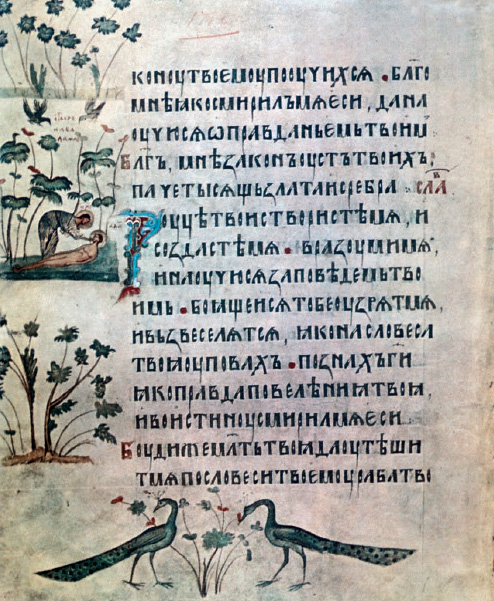
Создание Адама. Киевская псалтирь (Псалтирь Спиридония). 1397 г.
Бирманский подвид зелёного павлина — национальный символ Мьянмы
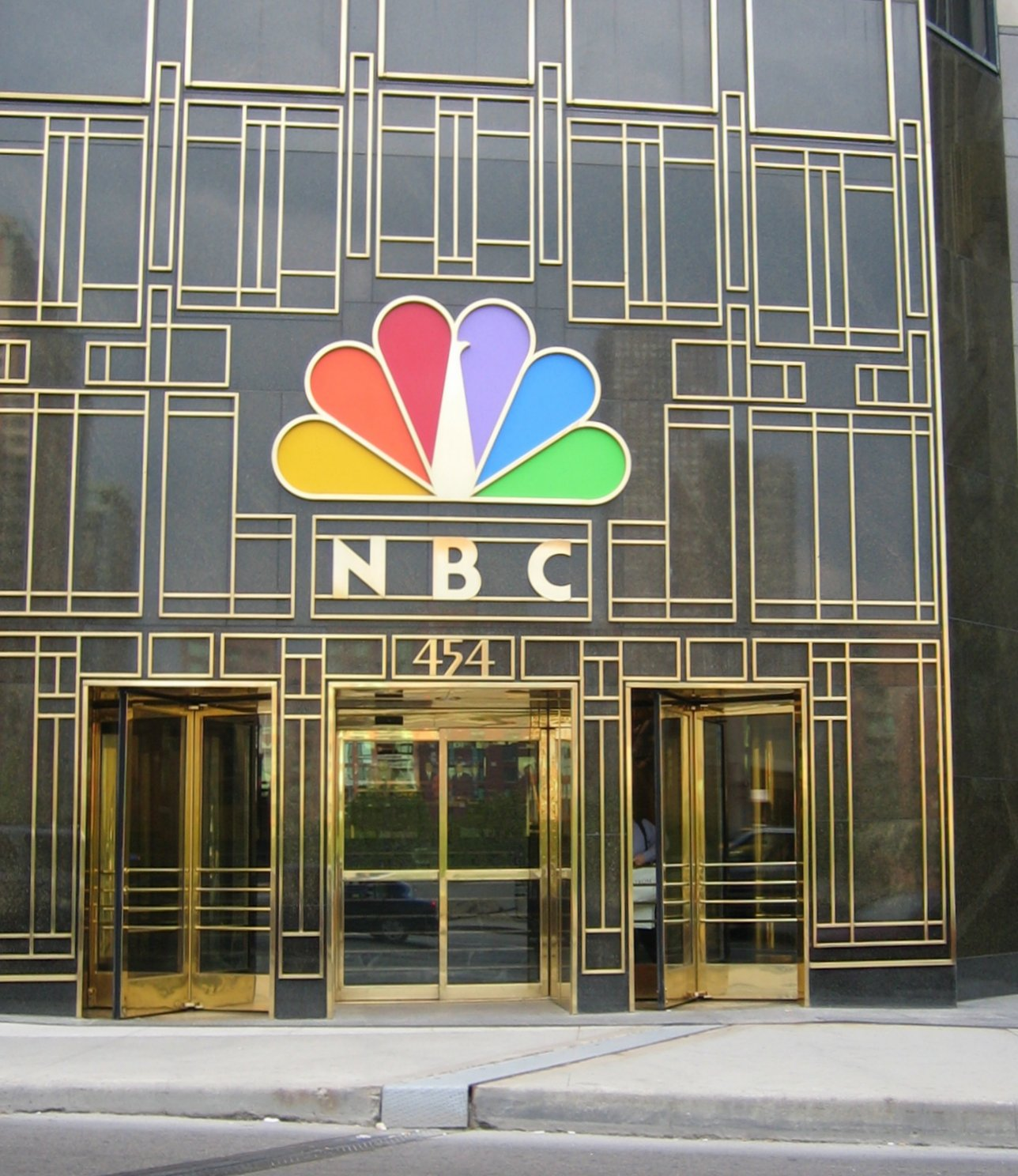
Логотип NBC 1986 года (дизайн Chermayeff & Geismar[англ.]) на здании компании в Нью-Йорке
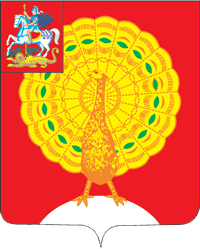
Павлин на гербе города Серпухова Московской области

### В русском языке
В Толковом словаре Даля синонимами к слову «павлин» служат:
Пав, павлинчик; павич южн. м. пава, павочка, павонька, павушка ж. павлинушка, павлинчик.<…> Павча ср. павлиний цыплёнок. Павчата кволее индюшат. (Из «Толкового словаря живого великорусского языка Владимира Даля».)
С образом этой птицы в русском языке связан целый ряд пословиц, поговорок и идиом:
Барыня павой плывёт. Барин павлином ходит, гордо, важно. Ни пава, ни ворона. Ворона в павлиньих перьях. Прячется, как пава с яйцом. Какова пава, такова ей и слава. По павушке и славушка. Знать паву по перьям. Идёт, словно павушка плывёт. Пава — спесивая красавица. Павлин бы и красив, да ногами несчастлив. Павино убранство павлинова не чета. Павлиные перья ямскую шляпу красят. Павлиний, павиный крик хуже кошачьего. Ворона, в павлиньих перьях, басловка. Павьи ножки. Павлиниться, чваниться, спесивиться, выступать надменно, в пышной, особенно в чужой, одежде. Павлинничать, то же, но более постоянно.<…> Павлинич, -нична, павич, павична, шуточн. сын и дочь гордых, спесивых, надутых родителей, и более богачей среднего сословия. (Из «Толкового словаря живого великорусского языка Владимира Даля».)